# Rhipidure à ventre blanc
Rhipidura euryura
Espèce
Statut de conservation UICN

 LC  : Préoccupation mineure
Le Rhipidure à ventre blanc  (Rhipidura euryura) est une espèce de passereaux de la famille des Rhipiduridae.

## Distribution
Il est répandu de manière dissoute à travers l'île de Java (Indonésie).

## Habitat
Il habite les montagnes humides tropicales et subtropicales.